# Sarothrura watersi
La polluela de Waters (Sarothrura watersi) es una especie de ave gruiforme de la familia de las Rallidae endémica de Madagascar.

## Distribución y hábitat
Se encuentra en los pantanos y zonas montañosas del este de Madagascar. Está amenazada por la pérdida de hábitat.